# Sanguinheira
Sanguinheira es una freguesia portuguesa del concelho de Cantanhede, con 27,69 km² de superficie y 2.158 habitantes (2001). Su densidad de población es de 77,9 hab/km². Desde el año 2000, Sanguinheira es considerada la capital de la Farinheira.